# Hljómskálagarðurinn
Hljómskálagarðurinn är en park i republiken Island.   Den ligger i regionen Höfuðborgarsvæði, i den sydvästra delen av landet, i huvudstaden Reykjavík. Hljómskálagarðurinn ligger 19 meter över havet.